# Arjun Gill
Arjun Singh Gill (6 de noviembre de 1991), es un luchador canadiense de lucha libre.  Participó en dos Campeonatos Mundiales, consiguiendo un 14.º puesto  en 2015. Ganó una medalla de plata en los Juegos Panamericanos y el Campeonato Panamericano de 2015. Obtuvo un oro en Juegos de la Mancomunidad de 2014.